# 托馬斯·萊高汀

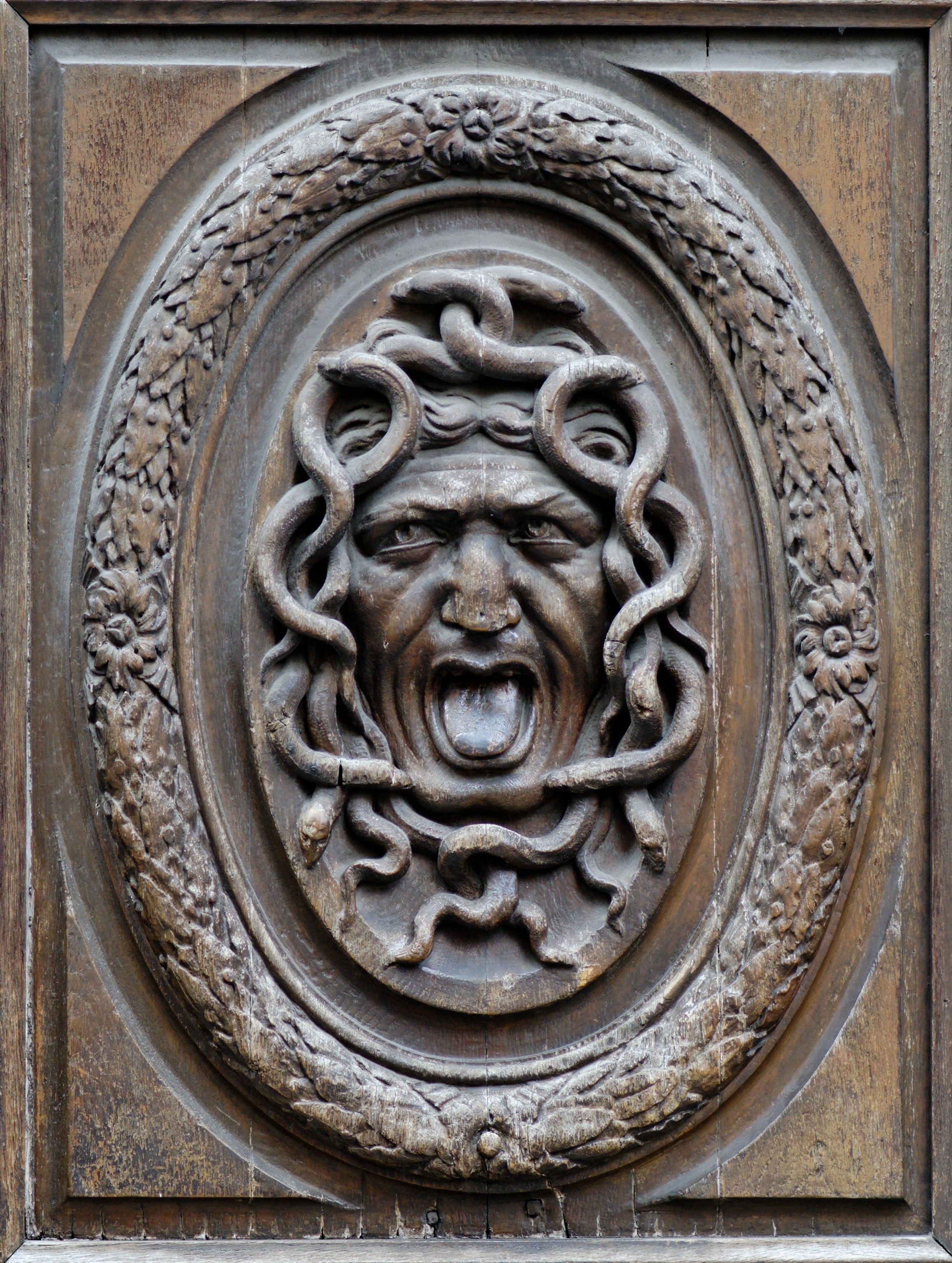
萊高汀約於1660年所作的木製女魔臉形飾。

托馬斯·萊高汀（受洗於1622年2月18日—死於1706年7月3日）是一個法國雕刻家，與北巴洛克風格作品有緊密的關係。一些萊高汀的作品被安置在羅浮宮的阿波羅藝廊中。身為石匠之子的他亦是安圭埃爾兄弟的弟子。

## 外部連結
- Entry in Art Encyclopedia （页面存档备份，存于）